# Andreas Hauff
Andreas Hauff (bürgerlicher Name: Paul Zach; * 26. Januar 1933 in Bratislava, Tschechoslowakei; † 24. Juli 2021 in München) war ein österreichischer Sänger und Texter auf dem Gebiet des volkstümlichen Schlagers.

## Leben
Hauff wuchs in Linz in Österreich auf. Nach der Schule besuchte er das Bruckner-Konservatorium in Linz. 1964 gründete er die Gruppe Manhattans, wo er als Drummer tätig war. 1969 begann er seine Solokarriere, 1970 bekam er seinen ersten Plattenvertrag. In den 1970er Jahren vertrat er Österreich beim Festival im polnischen Zoppot, wo er unter die ersten vier kam.
Auf dem Sektor des volkstümlichen Schlagers gelang ihm 1982 der Durchbruch. Das Lied Sag dankeschön mit roten Rosen aus dem Jahre 1980 gilt heute als Evergreen, der von zahlreichen anderen Interpreten aufgenommen wurde. In den 1980er Jahren trat er meist mit seiner Band Goldenes Kleeblatt auf.
Er bewarb sich zusammen mit Lydia Huber beim Grand Prix der Volksmusik 1988. Ihr gemeinsamer Titel Wir soll'n euch aus München schön grüßen schied bereits in der Vorentscheidung aus.
Zuletzt lebte Andreas Hauff in München, seine letzte Ruhestätte befindet sich auf dem Westfriedhof München.

## Bekanntere Titel
- Susanie 1971
- Wo ist dein Ziel 1971
- Sie hat nur dich geliebt 1975
- Cindy Jane 1977
- Sag dankeschön mit roten Rosen 1980
- Maddalena adieu 1985
- Die Sterne von Athen 1985
- Die Sonne schien um Mitternacht 1985
- Sommernacht in der stillen Taiga 1985
- Rose für den Winter 1987
- Ein Lied führt uns zueinander 1991
- Einen wunderschönen Blumenstrauß 1992
- Ciao, bella ciao
- Ich danke dir

## Diskografie
LPs bzw. CDs (Auswahl)
- So bin ich 1976
- Mädel, ruck, ruck, ruck.
- Sag dankeschön mit roten Rosen, 1982
- Volksmusik mit Schwung und Herz, 1982
- Du schönes Europa 1985
- Eine Rose für dich 1987
- Ein Lied führt uns zueinander 1991
- Von Herz zu Herz
- Was braucht man auf dem Lande
- Die Zeit mit Dir 2001

## Belege
1. ↑  Trauerzeige auf merkur.de

| Personendaten    | Personendaten                                                                                |
| ---------------- | -------------------------------------------------------------------------------------------- |
| NAME             | Hauff, Andreas                                                                               |
| ALTERNATIVNAMEN  | Paul Zach (wirklicher Name)                                                                  |
| KURZBESCHREIBUNG | österreichischer Sänger und Texter auf dem Gebiet des Schlagers und der volkstümlichen Musik |
| GEBURTSDATUM     | 26. Januar 1933                                                                              |
| GEBURTSORT       | Bratislava, Tschechoslowakei                                                                 |
| STERBEDATUM      | 24. Juli 2021                                                                                |
| STERBEORT        | München                                                                                      |